# Raffaello Gestro
Raffaello Gestro (* 21. März 1845 in Genua; † 6. Juni 1936 ebenda) war ein italienischer Entomologe, der sich auf Käfer spezialisierte.
Gestro war Direktor des städtischen Naturkundemuseums in Genua. Er beschrieb 936 neue Arten, meist auf der Grundlage der Sammeltätigkeit anderer italienischer Entomologen (wie Leonardo Fea) in Afrika, Asien und Ozeanien. Von ihm stammen 147 Veröffentlichungen zur Käfer-Taxonomie (besonders von Schildkäfern).
Er war Präsident der Italienischen Entomologischen Gesellschaft.